# کریستین توماس
کریستین توماس (به انگلیسی: Kristian Thomas) ژیمناست زادهٔ ۱۴ فوریهٔ ۱۹۸۹ میلادی اهل کشور بریتانیا است.